# Peniel

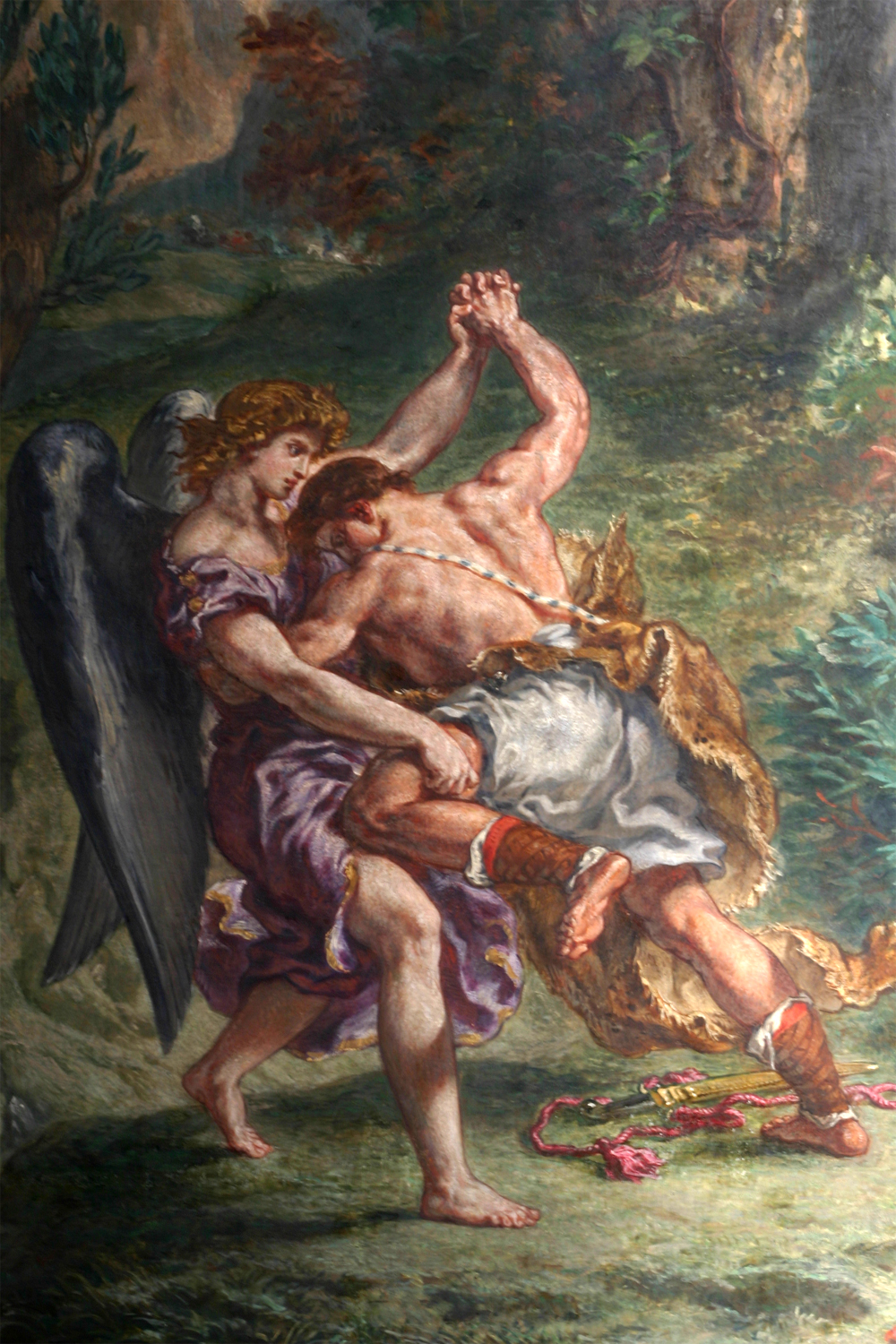
Representação da luta de Jacó com o Anjo no Peniel, por Eugène Delacroix.

Peniel (em hebraico: פְּנוּאֵל), também conhecido como a "face de Deus", é um lugar não muito longe de Sucote, a leste do rio Jordão e ao norte do rio Jaboque. É também chamado de "Penuel", que significa "Eu vi um ser divino cara a cara, mas a minha vida foi preservada". Lá Jacó lutou (Gênesis 32:24–32) "com um homem" ("o anjo", Oseias 12:4. Jacó disse dele: "Eu vi Deus face a face") "até ao romper do dia".
A cidade foi construída mais tarde (Juízes 8:8; 1 Reis 12:25). Os homens deste lugar se recusaram a socorrer Gideão e seu pequeno exército quando eles estavam em perseguição aos midianitas (Juízes 8:1–21). Em seu retorno, Gideão matou os homens desta cidade e destruíram a sua torre de vigilância.
Quando o Reino do Norte de Israel rompeu com as Monarquias Unidas c. 930 aC, Jeroboão, seu primeiro rei, estabeleceu sua capital em Siquém. Pouco tempo depois, ele deixou Siquém e fortificou Penuel, declarando-a como sua nova capital (1 Reis 12:25). Ele e seu filho, Nadabe, reinaram lá, até que Baasa subiu ao trono em 909 a.C. e mudou a capital para Tirza (1 Reis 15:25–34).